# Andriasa pechuelii
Espèce
Synonymes
- Smerinthus pechuelii Dewitz, 1879

Andriasa pechuelii est une espèce de lépidoptères de la famille des Sphingidae.